# Halowe Mistrzostwa Europy w Lekkoatletyce 2019 – bieg na 800 m kobiet
Bieg na 800 metrów kobiet – jedna z konkurencji biegowych rozgrywanych podczas halowych lekkoatletycznych mistrzostw Europy w hali Emirates Arena w Glasgow.

## Terminarz
| Data    | Godzina |            |
| ------- | ------- | ---------- |
| 1 marca | 11:10   | Eliminacje |
| 2 marca | 18:06   | Półfinały  |
| 3 marca | 19:18   | Finał      |

## Statystyka

### Rekordy
Tabela prezentuje halowy rekord świata, rekord Europy w hali, rekord halowych mistrzostw Europy, a także najlepsze osiągnięcia w hali w Europie i na świecie w sezonie 2019 przed rozpoczęciem mistrzostw.
|                                               | Zawodniczka          | Wynik   | Miejsce   | Data               |
| --------------------------------------------- | -------------------- | ------- | --------- | ------------------ |
| Rekord świata                                 | Jolanda Čeplak       | 1:55,82 | Wiedeń    | 3 marca 2002(dts)  |
| Rekord Europy                                 | Jolanda Čeplak       | 1:55,82 | Wiedeń    | 3 marca 2002(dts)  |
| Rekord mistrzostw Europy                      | Jolanda Čeplak       | 1:55,82 | Wiedeń    | 3 marca 2002(dts)  |
| Najlepszy wynik na świecie w 2019 roku (hala) | Ajeé Wilson          | 1:58,60 | Nowy Jork | 9 lutego 2019(dts) |
| Najlepszy wynik w Europie w 2019 roku (hala)  | Aleksandra Guliajewa | 1:59,37 | Moskwa    | 3 lutego 2019(dts) |

### Najlepsze wyniki w Europie
Poniższa tabela przedstawia 10 najlepszych rezultatów na Starym Kontynencie w sezonie 2019 przed rozpoczęciem mistrzostw.

W zestawieniu nie ujęto rosyjskich lekkoatletów zawieszonych z powodu afery dopingowej.
| Pozycja | Zawodniczka           | Reprezentacja   | Wynik   | Data              | Miejsce    |
| ------- | --------------------- | --------------- | ------- | ----------------- | ---------- |
| 1.      | Laura Muir            | Wielka Brytania | 1:59,50 | 6 lutego(dts) br  | Toruń      |
| 2.      | Sofia Ennaoui         | Polska          | 2:00,40 | 6 lutego(dts) br  | Toruń      |
| 3.      | Selina Büchel         | Szwajcaria      | 2:00,98 | 6 lutego(dts) br  | Toruń      |
| 4.      | Claudia Saunders      | Francja         | 2:01,08 | 24 lutego(dts) br | Boston     |
| 5.      | Līga Velvere          | Łotwa           | 2:01,10 | 12 lutego(dts) br | Eaubonne   |
| 6.      | Shelayna Oskan-Clarke | Wielka Brytania | 2:01,16 | 16 lutego(dts) br | Birmingham |
| 7.      | Esther Guerrero       | Hiszpania       | 2:01,46 | 6 lutego(dts) br  | Sabadell   |
| 8.      | Cynthia Anaïs         | Francja         | 2:01,75 | 12 lutego(dts) br | Eaubonne   |
| 9.      | Adelle Tracey         | Wielka Brytania | 2:01,95 | 16 lutego(dts) br | Birmingham |
| 10.     | Rénelle Lamote        | Francja         | 2:02,00 | 6 lutego(dts) br  | Toruń      |

Pogrubioną czcionką oznaczono zawodniczki, które wystartowały na mistrzostwach.

## Rezultaty

### Eliminacje
Rozegrano 4 biegi eliminacyjne, do których przystąpiło 21 biegaczek. Awans do półfinału dawało zajęcie jednego z pierwszych dwóch miejsc w swoim biegu (Q). Skład półfinałów uzupełniły cztery zawodniczki z najlepszymi czasami wśród przegranych (q).
Opracowano na podstawie materiału źródłowego.
| Poz. | Bieg | Tor | Zawodniczka             | Reprezentacja   | Czas    | Uwagi |
| ---- | ---- | --- | ----------------------- | --------------- | ------- | ----- |
| 1.   | 1    | 5   | Selina Büchel           | Szwajcaria      | 2:02,02 | Q     |
| 2.   | 1    | 6   | Adelle Tracey           | Wielka Brytania | 2:02,51 | Q     |
| 3.   | 2    | 5   | Esther Guerrero         | Hiszpania       | 2:02,95 | Q     |
| 4.   | 4    | 4   | Renée Eykens            | Belgia          | 2:03,07 | Q     |
| 5.   | 1    | 3   | Zoya Naumow             | Hiszpania       | 2:03,66 | q     |
| 6.   | 2    | 4   | Lovisa Lindh            | Szwecja         | 2:03,38 | Q     |
| 7.   | 4    | 5   | Shelayna Oskan-Clarke   | Wielka Brytania | 2:03,50 | Q     |
| 8.   | 4    | 6   | Rénelle Lamote          | Francja         | 2:03,54 | q     |
| 9.   | 2    | 6   | Mari Smith              | Wielka Brytania | 2:03,77 | q     |
| 10.  | 2    | 3   | Olha Lachowa            | Ukraina         | 2:04,22 | q     |
| 11.  | 1    | 4   | Sara Kuivisto           | Finlandia       | 2:04,24 |       |
| 12.  | 1    | 2   | Charline Mathias        | Luksemburg      | 2:04,73 |       |
| 13.  | 4    | 3   | Eglė Balčiūnaitė        | Litwa           | 2:05,06 |       |
| 14.  | 3    | 6   | Līga Velvere            | Łotwa           | 2:05,37 | Q     |
| 15.  | 3    | 3   | Bianca Răzor            | Rumunia         | 2:05,55 | Q     |
| 16.  | 3    | 4   | Hedda Hynne             | Norwegia        | 2:05,73 |       |
| 17.  | 4    | 2   | Tetiana Petluk          | Ukraina         | 2:05,84 |       |
| 18.  | 3    | 5   | Síofra Cléirigh Büttner | Irlandia        | 2:06,00 |       |
| 19.  | 3    | 2   | Delia Sclabas           | Szwajcaria      | 2:06,07 |       |
| 20.  | 3    | 1   | Alexandra Štuková       | Słowacja        | 2:06,58 |       |
| 21.  | 2    | 2   | Charlotte Pizzo         | Francja         | 2:06,93 |       |

### Półfinały
Rozegrano 2 biegi półfinałowe, w których wystartowało 12 biegaczek. Awans do finału dawało zajęcie jednego z trzech pierwszych miejsc w swoim biegu (Q).
Opracowano na podstawie materiału źródłowego.
| Poz. | Bieg | Tor | Zawodniczka           | Reprezentacja   | Czas    | Uwagi |
| ---- | ---- | --- | --------------------- | --------------- | ------- | ----- |
| 1.   | 1    | 5   | Esther Guerrero       | Hiszpania       | 2:02,43 | Q     |
| 2.   | 1    | 3   | Renée Eykens          | Belgia          | 2:02,85 | Q     |
| 3.   | 1    | 2   | Mari Smith            | Wielka Brytania | 2:02,93 | Q     |
| 4.   | 2    | 4   | Rénelle Lamote        | Francja         | 2:02,94 | Q     |
| 5.   | 1    | 6   | Selina Büchel         | Szwajcaria      | 2:02,98 | PB    |
| 6.   | 2    | 6   | Shelayna Oskan-Clarke | Wielka Brytania | 2:03,11 | Q     |
| 7.   | 1    | 4   | Adelle Tracey         | Wielka Brytania | 2:03,26 |       |
| 8.   | 2    | 2   | Olha Lachowa          | Ukraina         | 2:03,60 | Q     |
| 9.   | 1    | 1   | Bianca Răzor          | Rumunia         | 2:03,65 | PB    |
| 10.  | 2    | 5   | Līga Velvere          | Łotwa           | 2:04,06 |       |
| 11.  | 2    | 3   | Zoya Naumow           | Hiszpania       | 2:04,50 |       |
| 12.  | 2    | 1   | Lovisa Lindh          | Szwecja         | 2:04,54 |       |

### Finał
Opracowano na podstawie materiału źródłowego.
| Poz. | Tor | Zawodniczka           | Reprezentacja   | Czas    |
| ---- | --- | --------------------- | --------------- | ------- |
| 01 ! | 5   | Shelayna Oskan-Clarke | Wielka Brytania | 2:02,58 |
| 02 ! | 4   | Rénelle Lamote        | Francja         | 2:03,00 |
| 03 ! | 2   | Olha Lachowa          | Ukraina         | 2:03,24 |
| 4.   | 3   | Renée Eykens          | Belgia          | 2:03,32 |
| 5.   | 1   | Mari Smith            | Wielka Brytania | 2:03,45 |
| 6.   | 6   | Esther Guerrero       | Hiszpania       | 2:04,07 |